# Brycinus longipinnis
Brycinus longipinnis (Günther, 1864), conosciuto comunemente come tetra pinne lunghe, è un pesce d'acqua dolce appartenente alla famiglia Alestidae.

## Distribuzione e habitat
Questa specie è diffusa in Africa occidentale, nelle acque dolci dell'area atlantica compresa tra Gambia e Repubblica Democratica del Congo, dove è diffuso nelle acque di estuari, fiumi e anche ruscelli (unica specie tra quelle del genere Brycinus).

## Predatori
B longipinnis è preda abituale di pesci come Hydrocynus forskahlii, Lates niloticus e Schilbe mystus.

## Alimentazione
A. caudalis ha dieta onnivora.

## Acquariofilia
Non molto diffuso in commercio per l'acquariofilia, ha bisogno di vivere in gruppi di almeno 5 esemplari.